# Jameela
Jameela là một chi bướm ngày thuộc họ Lycaenidae.